# Eric Maxim Choupo-Moting
Jean-Eric Maxim Choupo-Moting (phát âm tiếng Đức: [ɛˈʀɪk maksˈɪm ˈtʃʊ.pøː ˈmɔ.tɪŋ]; sinh ngày 23 tháng 3 năm 1989) là một cầu thủ bóng đá chuyên nghiệp thi đấu ở vị trí tiền đạo cho câu lạc bộ MLS New York Red Bulls và đội tuyển quốc gia Cameroon.
Choupo-Moting bắt đầu sự nghiệp với Hamburger SV, ra mắt Bundesliga vào tháng 8 năm 2007. Anh đã trải qua mùa giải 2009–2010 cho mượn tại 1. FC Nürnberg và vào tháng 8 năm 2011, anh gia nhập 1. FSV Mainz 05. Sau ba mùa giải với Mainz, anh chuyển sang Schalke 04 vào tháng 8 năm 2014. Anh trở thành một người thường xuyên cho câu lạc bộ Gelsenkirchen và đã có hơn 100 lần ra sân, trước khi gia nhập đội bóng Stoke City Premier League vào tháng 8 năm 2017. Vào tháng 8 năm 2018, anh gia nhập câu lạc bộ Ligue 1 Paris Saint-Germain. Tháng 10 năm 2020 anh gia nhập đội bóng Đức Bayern Munich theo dạng chuyển nhượng tự do.

## Đời tư
Choupo-Moting sinh tại in Altona, Hamburg. Anh từng vào trường thể dục Altona. Mẹ anh là người Đức và bố anh là người Cameroon.
Anh kết hôn với cô vợ Nevin người Đức. Họ có một con trai, Liam, sinh ngày 17 tháng 10 năm 2013.

## Bàn thắng quốc tế
Tính đến ngày 8 tháng 10 năm 2021.
| #  | Ngày                 | Địa điểm                                          | Số trận | Đối thủ      | Bàn thắng | Kết quả | Giải đấu                      |
| -- | -------------------- | ------------------------------------------------- | ------- | ------------ | --------- | ------- | ----------------------------- |
| 1  | 5 tháng 6 năm 2010   | Sân vận động Stadium, Belgrade, Serbia            | 2       | Serbia       | 3–4       | 3–4     | Giao hữu                      |
| 2  | 4 tháng 9 năm 2010   | Sân vận động Anjalay, Belle Vue, Mauritius        | 6       | Mauritius    | 3–1       | 3–1     | Vòng loại CAN 2012            |
| 3  | 3 tháng 9 năm 2011   | Sân vận động Ahmadou Ahidjo, Yaoundé, Cameroon    | 11      | Mauritius    | 5–0       | 5–0     | Vòng loại CAN 2012            |
| 4  | 7 tháng 10 năm 2011  | Sân vận động Martyrs, Kinshasa, CHDC Congo        | 12      | CHDC Congo   | 3–2       | 3–2     | Vòng loại CAN 2012            |
| 5  | 29 tháng 2 năm 2012  | Sân vận động Lino Correia, Bissau, Guiné-Bissau   | 14      | Guiné-Bissau | 1–0       | 1–0     | Vòng loại CAN 2013            |
| 6  | 26 tháng 5 năm 2012  | Sân vận động Armand Micheletti, Amanvillers, Pháp | 15      | Guinée       | 1–0       | 2–1     | Giao hữu                      |
| 7  | 26 tháng 5 năm 2012  | Sân vận động Armand Micheletti, Amanvillers, Pháp | 15      | Guinée       | 2–1       | 2–1     | Giao hữu                      |
| 8  | 2 tháng 6 năm 2012   | Sân vận động Ahmadou Ahidjo, Yaoundé, Cameroon    | 16      | CHDC Congo   | 1–0       | 1–0     | Vòng loại FIFA World Cup 2014 |
| 9  | 10 tháng 6 năm 2012  | Sân vận động Taïeb Mhiri, Sfax, Tunisia           | 17      | Libya        | 1–1       | 1–2     | Vòng loại FIFA World Cup 2014 |
| 10 | 26 tháng 5 năm 2014  | Kufstein-Arena, Kufstein, Áo                      | 24      | Macedonia    | 2–0       | 2–0     | Giao hữu                      |
| 11 | 29 tháng 5 năm 2014  | Kufstein-Arena, Kufstein, Áo                      | 25      | Paraguay     | 1–2       | 1–2     | Giao hữu                      |
| 12 | 1 tháng 6 năm 2014   | Borussia-Park, Mönchengladbach, Đức               | 26      | Đức          | 2–2       | 2–2     | Giao hữu                      |
| 13 | 30 tháng 5 năm 2016  | Sân vận động Beaujoire, Nantes, Pháp              | 42      | Pháp         | 2–2       | 2–3     | Giao hữu                      |
| 14 | 12 tháng 10 năm 2018 | Sân vận động Ahmadou Ahidjo, Yaoundé, Cameroon    | 47      | Malawi       | 1–0       | 1–0     | Vòng loại CAN 2019            |
| 15 | 23 tháng 3 năm 2019  | Sân vận động Ahmadou Ahidjo, Yaoundé, Cameroon    | 50      | Comoros      | 1–0       | 3–0     | Vòng loại FIFA World Cup 2022 |
| 16 | 8 tháng 10 năm 2021  | Stade Omnisports,Ngaoundéré, Cameroon             | 60      | Mozambique   | 1–0       | 3–1     | Vòng loại FIFA World Cup 2022 |
| 17 | 8 tháng 10 năm 2021  | Stade Omnisports,Ngaoundéré, Cameroon             | 60      | Mozambique   | 2–0       | 3–1     | Vòng loại FIFA World Cup 2022 |
| 18 | 29 tháng 3 năm 2022  | Sân vận động Mustapha Tchaker, Blida, Algérie     | 67      | Algérie      | 1–0       | 2–1     | Vòng loại FIFA World Cup 2022 |
| 19 | 18 tháng 11 năm 2022 | Sân vận động Mohammed bin Zayed, Abu Dhabi, UAE   | 69      | Panamá       | 1–0       | 1–1     | Giao hữu                      |
| 20 | 28 tháng 11 năm 2022 | Sân vận động Al Janoub, Doha, Qatar               | 71      | Serbia       | 3–3       | 3–3     | FIFA World Cup 2022           |

## Danh hiệu

### Câu lạc bộ

#### Paris Saint-Germain
- Ligue 1: 2018–19, 2019–20
- Coupe de France: 2019–20

#### Bayern Munich
- Bundesliga: 2020–21, 2021–22, 2022–23
- DFL-Supercup: 2021, 2022
- FIFA Club World Cup: 2020